# Videoblog
Un videoblog o vlog és una variant de blog que consisteix en una galeria de vídeos, ordenada cronològicament, publicats per un o més autors. L'autor pot autoritzar a altres usuaris a afegir comentaris, votacions o altres vídeos dintre de la mateixa galeria.
Els blogs o blog de vídeos són un subtipus de blogs que han evolucionat a partir d'aquests, de manera que tradicionalment han fet ús dels mateixos sistemes i canals de distribució. Així mateix, actualment els serveis d'emmagatzematge de vídeo en línia com YouTube, Vimeo o Dailymotion posen a disposició de qualsevol de la tecnologia de distribució per blog de vídeos.
Els blog de vídeos poden tractar qualsevol temàtica segons desitgi l'autor, de la mateixa manera que en el cas dels blogs, i la facilitat de distribució provoca que alguns blog de vídeos populars arribin a obtenir centenars de milions de subscriptors. L'estètica d'un vlog es basa en el cara a cara del vlogger parlant amb el seu públic, sigui actuant interpretativament, o bé de manera sincera i honesta. D'altra banda, el públic acostuma a seguir un vlogger quan hi comparteixen gustos similars o s'hi senten identificats, sobretot si el blog del videobloguer parla sobre si mateix o sobre temes quotidians.

## Característiques
Temàtica
El blog de vídeo té una temàtica definida en la qual el videobloguer pot demostrar els seus coneixements i habilitats. Generalment, el contingut no té vigència i pot ser emprat sempre com a consulta.
Durada
Aquests vídeos acostumen a ser de curta durada, aproximadament uns 12 minuts. Això es deu al fet que han d'atraure el públic sense excedir-se provocant avorriment. El seu objectiu és transmetre la informació requerida de manera clara i concisa, tractant de reunir interès per al més ampli sector de persones possible.
Públic objectiu
Cada blog de vídeo està dirigit a un determinat públic específic segons la temàtica. Generalment el situaríem dins d'un target dels 13 fins als 30, però dins d'aquest, la temàtica el ramifica fins a crear petits grups de públic.
Recursos
Bàsicament, l'únic recurs necessari per enregistrar un blog de vídeo és una càmera amb bona definició. La qualitat de la imatge i el so resulta un reclam per l'atenció del públic i això inclou una bona il·luminació (sigui natural o artificial). Això no obstant, hi ha altres factors que s'haurien de tenir en compte dins dels recursos que també tenen molta importància. Per realitzar un bon vídeo en general, és necessari un programa d'edició i coneixements bàsics de muntatge, ja que, com a blog de vídeo, es pot jugar amb l'àudio i les imatges, i amb l'addició d'altres elements com la música, el text, etc., per arribar a un resultat més complet.
Tot i això, si el que el vlogger busca és més aviat un missatge elaborat en una presentació senzilla, la importància recaurà sobre el guió i la capacitat de comunicació i expressió davant la càmera.
Disseny
La identitat d'un blog de vídeo fa referència a: els colors de la presentació, la musicalització, la tipografia, el vlogger i el seu logotip, si en té. El conjunt d'aquests elements és el que s'anomena marca d'estil. Normalment, el disseny va lligat a la manera en què l'autor utilitza l'editor de vídeo i realitza el muntatge, però també, sobretot en el cas de YouTube, amb l'estètica del mateix canal que pot donar informació addicional a l'espectador.
Plataformes
El sistema de lectura a la web és d'escaneig en lloc de lectura literal, això implica que els elements visuals com la imatge, i sobretot el vídeo, prenguin un protagonisme especial. Cal destacar que a aquest procés se li afegeix l'evolució de la web tradicionalment unidireccional i tancada cap a una web participativa que, segons Tim O'Reilly, pren el nom de web 2.0. En resum, el resultat és un entorn on els usuaris conversen donant directament la cara i on les plataformes com YouTube són significatives. Els videobloguers poden emprar un lloc oficial propi per als seus vídeos fent ús de plantilles multimèdia, però també n'hi ha que creen canals de distribució de vídeo com: YouTube, Vimeo, Blip, Metacafe, DailyMotion, entre d'altres. Tot i que aquest tipus de contingut de vídeo pot trobar-se a moltes altres pàgines web de contingut audiovisual compartit, YouTube és la més utilitzada, atès que el seu contingut és universal i molt més popular que altres plataformes.
Promoció
Els blog de vídeogers creen canals propis i personalitzats on carreguen els seus vlogs, seguint un ordre majoritàriament cronològic, per poder compartir-los i promocionar-los de diferents maneres. Algunes d'aquestes estratègies de promoció són: 
- L'ús de tags.
- Compartir-los a pàgines web relacionades amb la temàtica que tracten.
- Compartir-los a pàgines de xarxes socials (Twitter, Facebook, Tuenti, etc.)

La promoció és un factor molt important, sobretot a YouTube, ja que el que la majoria de youtubers (persona que té per costum carregar vídeos periòdicament a la web de YouTube) cerca és l'increment exponencial de subscriptors al seu canal i visionats dels seus vídeos, ambdós indicadors definitius de popularitat.

## Tipus de vlogs
Temes d'interès comú
Existeixen els vlogs que tracten temes d'interès comú entre la majoria de la gent. L'àmplia varietat de possibilitats d'aquests, sempre ajudats per un punt d'originalitat, aconsegueix un gran treball de la quotidianitat i totes les seves branques, així com que sigui un dels tipus de blog de vídeo més freqüents. Per dur-lo a terme no és necessari més que un guió o idea posteriorment improvisada, segons les capacitats del lector, sense que calgui un muntatge gaire elaborat.
Vídeo-diari
Molts dels vloggers tracten fets reals que els han succeït, fan servir vivències pròpies o anècdotes, és a dir, bàsicament expliquen la seva pròpia vida. Aquest tipus de blog de vídeo, que a simple vista pot semblar d'escàs interès, normalment es repenja en una base humorística o instructiva i acostuma a ésser complement d'altres projectes creatius dins d'un mateix canal i/o xarxa.
Tutorials
Aquests vlogs treballen un contingut informatiu-explicatiu dins el qual, el blog de vídeoger, mostra el procediment a seguir per realitzar alguna cosa, des del muntatge d'un utensili fins a un tutorial de maquillatge. Hi intervenen tant imatges estàtiques com en moviment i s'intercalen vídeo i text descriptiu en un muntatge bastant més elaborat que els anteriors.
GamePlays
Consisteixen en un videobloguer comentant un joc, normalment un videojoc, mentre el juga des de l'inici fins al final. Ens tutoritza i assessora mentre veiem els passos que ell segueix per jugar-lo a la pantalla. Tot i que originalment no haurien de pertànyer al gènere de blog de vídeos, en l'actualitat l'evolució dels gameplays els ha posicionat com a tals des del moment en què es passa d'explicar únicament el pas a pas a comentar-lo subjectivament i/o mostrant el rostre del jugador.
Reviews
En aquest cas, els vloggers comenten vídeos d'altres bloguers, programes de televisió, videoclips, peces musicals i fins i tot personatges reconeguts tant dins com fora de les xarxes d'emissió. Acostumen a no dependre d'un guió o idea prèvia, sinó més aviat de l'actitud crítica del blog de vídeoger i la seva capacitat d'expressar la seva opinió.

## Història
El 2 de gener de 2000, Adam Kontras va publicar un vídeo al costat d'una entrada de blog destinat a informar als seus amics i familiars de la seva propera mudança a Los Angeles a la recerca de treball al món de l'espectacle. Aquest es considerà el primer blog de vídeo de la història així com el més llarg. Al novembre d'aquest mateix any, Adrian Miles publicà un vídeo de canviant el text en una imatge fixa per una en moviment, encunyant el terme vlog per referir-se al seu blog de vídeo. El 2004, Steve Garfield va llançar el seu propi blog de vídeo i va declarar aquest any "l'any del videoblog". En un esforç per complir amb aquesta predicció, Miles i Garfield aviat es van unir als seus col·legues en línia Jay Dedman, Peter Van Dijck, Andreas Pedersen Haugstrup i Christophe Bouten en la creació d'un grup a Yahoo! Groups dedicat als blogs de vídeo.
La popularitat del vlogging va augmentar dràsticament. El Grup videoblogging Yahoo! va veure els seus membres augmentar dramàticament el 2005. El lloc més popular per compartir vídeos fins avui dia, YouTube, va ser fundada el febrer de 2005. El juliol de 2006, s'havia convertit en la cinquena destinació de web més popular, amb 100 milions de vídeos vistos al dia i 65.000 noves càrregues per dia.
Molts dels sistemes de gestió de continguts de programari lliure han permès la inclusió de continguts de vídeo, cosa que permet als bloguers allotjar i administrar els seus propis llocs de blogs de vídeo. A més, la convergència dels telèfons mòbils amb càmeres digitals permet la publicació de contingut de vídeo a la web gairebé en el mateix moment d'ésser enregistrada. Les estacions de ràdio i televisió poden emprar els blogs de vídeo com un sistema d'interactivitat més amb els oients i televidents.

## Partner
Els partners, propis de la xarxa de YouTube, són un grup de creadors de contingut que mantenen un acord amb la pàgina: aquesta els promociona i els posiciona dins de les llistes dels més vistos a canvi de l'agregació de contingut que el públic demana. El programa per a partners de YouTube disposa a l'abast dels creadors recursos i oportunitats per millorar les seves habilitats, generar una base de fans i obtenir més ingressos. Els partners a YouTube formen part d'una comunitat global on s'inclouen músics, cineastes, còmics, atletes i molts altres creadors. El procés de registre és molt senzill i la participació en el programa és gratuïta, això ha provocat que es popularitzi molt últimament dins el món dels videobloguers donat el seu èxit a la xarxa.

## Tecnologia
En el seus inicis es codificaven els vídeos de mida petita (340 x 280 píxels) que són penjats en una pàgina web, però gràcies a la banda ampla i als nous còdecs, actualment es poden veure videoblogs en HD o mides molt semblants. L'estàndard actual és 480p (en 4:3 són 640 x 480 (VGA) o en 16:9 854 x 480 (WVGA)). 4:3 és molt utilitzat per l'Ipod o l'Apple TV, encara que molts videoblogs actualment estan utilitzant el format 16:9 o pantalla panoràmica, més propi de la televisió digital.
Per a la visualització dels vídeos des de la web, el reproductor i el còdec de vídeo del llenguatge Flash d'Adobe s'ha establert com el més utilitzat per a la visualització d'arxius MOV per a la seva descàrrega directa o mitjançant l'ús de subscripcions via fitxers RSS. Tot i així, gràcies a la seva última evolució del llenguatge HTML, l'HTML5 són diversos vídeos i portals on es pot trobar aquesta implantació. Els videoblogs actualment es produeixen amb una qualitat molt elevada degut principalment a la baixada dels preus de la tecnologia necessària, tant de hardware com de software, i els continguts cada cop són de major qualitat tant en la part tècnica (edició) com en la part no tècnica (contingut pròpiament dit).

## Esdeveniments relacionats amb els videoblogs
- Gener de 2005 - Vloggercon, la primera conferència Vlogger, se celebra a la ciutat de Nova York.
- 17 de març de 2006 – The show with zefrank es posa en marxa. Un programa de vídeo de curta durada que es va emetre de dilluns a divendres durant un any (del 17 de març de 2006 fins al 17 de març de 2007).
- Novembre de 2006 - Irina Slutsky va crear i organitzar els Vloggies, els primers premis anuals de blogs de vídeo
- Maig i agost de 2007 - The Wall Street Journal posa una Grandmother a la primera pàgina de la seva secció Diari personal. L'agost de 2007, ella apareix en un segment d'ABC World News Tonight on mostra les persones grans involucrar-se en el món del vídeo en línia.